# Rontalon
Rontalon település Franciaországban, Rhône megyében. Lakosainak száma 1167 fő (2022. január 1.). Rontalon Thurins, Chaussan, Soucieu-en-Jarrest, Saint-André-la-Côte és Saint-Martin-en-Haut községekkel határos.

## Népesség
A település népessége az elmúlt években az alábbi módon változott:
| Lakosok száma | 1195 | 1190 | 1194 | 1162 | 1153 | 1157 | 1160 | 1164 | 1167 |
|               | 2013 | 2015 | 2016 | 2017 | 2018 | 2019 | 2020 | 2021 | 2022 |